# 激録・警察密着24時!!
『激録・警察密着24時!!』（げきろく・けいさつみっちゃくにじゅうよじ）は、2005年8月28日から2024年3月6日までテレビ東京系列で不定期に放送されていたドキュメンタリー特別番組である。いわゆる「警察24時」ものである。改編期の毎年2月や8月には特別番組として扱われていた。

## 概要
制作者の一部が重複している番組「テレビ公開捜査 THE指名手配」の放送後に、追跡取材をしている回がある。
「警察24時」番組には珍しく、公式ページがある。

## ナレーション
現在
- 玄田哲章
- 大友龍三郎
- 大塚芳忠
- 上村典子
- 浜田治貴

過去
- 郷里大輔
- 内海賢二
- 杉本るみ
- 垂木勉
- 平井誠一
- 榊原良子
- 中井和哉
- 緒方賢一
- 藤原啓治
- 諏訪部順一
- 田中秀幸
- 平田広明
- 杉田智和

## 放送日・タイトル
※時刻はすべてJSTで記載する。
| 回     | 放送日時               | サブタイトル                                        | 備考 |
| 2005年 | 2005年                 | 2005年                                              | 2005年 |
| ------ | ---------------------- | --------------------------------------------------- | --- |
| 01     | 08月28日 20:00 - 21:48 | 真夏の事件SP                                        | 日曜ビッグバラエティ枠 |
| 2006年 |                        |                                                     | |
| 02     | 02月27日               | 執念の列島大捜査SP                                  | - |
| 03     | 08月27日 20:00 - 21:48 | 真夏の列島大捜査SP                                  | 日曜ビッグバラエティ枠 |
| 04     | 12月26日 18:30 - 20:54 | 06列島事件総決算SP                                  | - |
| 2007年 |                        |                                                     | |
| 05     | 02月12日 19:00 - 20:48 | 真冬の列島大追跡SP                                  | - |
| 06     | 08月19日 20:00 - 21:48 | 壮絶…真冬の戦いSP                                   | 日曜ビッグバラエティ枠 |
| 2008年 |                        |                                                     | |
| 07     | 02月11日 19:00 - 20:48 | 〜ニッポンの安全を守れ〜                            | - |
| 08     | 05月23日 19:00 - 20:48 | 執念の大追跡SP                                      | - |
| 09     | 08月31日 20:00 - 21:48 | 真夏の犯罪逮捕SP                                    | 日曜ビッグバラエティ枠 |
| 2009年 |                        |                                                     | |
| 10     | 02月24日 19:00 - 20:54 | 執念でタイホ連発SP                                  | - |
| 11     | 08月23日 19:00 - 21:48 | "絶対タイホするぞ" 悪いヤツは許すなSP               | 日曜ビッグバラエティ枠 |
| 2010年 |                        |                                                     | |
| 12     | 02月24日 20:00 - 22:54 | 絶対タイホしてやるぞSP                              | - |
| 13     | 08月29日 19:00 - 21:48 | 2010夏の陣!                                         | 日曜ビッグバラエティ枠 |
| 2011年 |                        |                                                     | |
| 14     | 02月23日 20:00 - 22:48 | 2011冬!                                             | - |
| 15     | 08月21日 19:00 - 21:48 | ニッポンの安全を取り戻せ                            | 日曜ビッグバラエティ枠 |
| 2012年 |                        |                                                     | |
| 16     | 02月19日 19:00 - 21:48 | 2012 極寒での闘い                                   | 日曜ビッグバラエティ枠 |
| 17     | 07月01日 19:00 - 21:48 | ～絶対!逃がさない～                                 | 日曜ビッグバラエティ枠 |
| 18     | 08月26日 19:00 - 21:48 | ～猛暑の夏～                                        | 日曜ビッグバラエティ枠 |
| 19     | 12月05日 20:00 - 22:48 | ～包囲網は出来ている!                               | - |
| 2013年 |                        |                                                     | |
| 20     | 02月17日 19:00 - 21:48 | ～2013冬～                                          | 日曜ビッグバラエティ |
| 21     | 06月23日 19:00 - 21:48 | ～ターゲットはお前だ!～                             | 日曜ビッグバラエティ |
| 22     | 08月25日 19:00 - 21:48 | 2013 炎暑                                           | 日曜ビッグバラエティ |
| 23     | 12月23日 18:30 - 21:30 | 2013 師走                                           | - |
| 2014年 |                        |                                                     | |
| 24     | 02月23日 19:54 - 21:48 | 2014 冬                                             | 日曜ビッグバラエティ枠 |
| 25     | 06月27日 19:58 - 21:48 | 〜病んだ世の中に立ち向かうSP〜                      | - |
| 26     | 08月31日 19:54 - 21:48 | 〜2014 異常な夏〜                                   | 日曜ビッグバラエティ枠 |
| 番外編 | 10月04日 18:30 - 20:54 | 〜だから、この事件は起きている〜                    | 土曜スペシャル枠 MC：徳井義実（チュートリアル） アシスタント：大橋未歩（テレビ東京アナウンサー） ゲスト：船越英一郎、坂下千里子、オリエンタルラジオ、峯岸みなみ（AKB48） 解説：倉科孝靖（元警視庁捜査一課理事官） |
| 2015年 |                        |                                                     | |
| 27     | 01月11日 19:54 - 22:42 | 〜2015冬〜                                          | 日曜ビッグバラエティ枠 |
| 28     | 04月05日 20:54 - 22:42 | 〜2015 冬から春〜                                   | 日曜ビッグバラエティ枠 |
| 29     | 06月28日 19:54 - 21:48 | 〜事件の裏側見せますSP〜                            | 日曜ビッグバラエティ枠 |
| 30     | 08月23日 19:54 - 21:48 | 〜猛暑列島2015〜                                    | 日曜ビッグバラエティ枠 |
| 2016年 |                        |                                                     | |
| 31     | 01月11日 18:57 - 21:54 | 〜2016冬〜                                          | - |
| 32     | 04月10日 19:54 - 21:48 | 〜2016春〜                                          | 日曜ビッグバラエティ枠 |
| 33     | 09月04日 18:30 - 21:48 | 〜2016夏〜                                          | 日曜ビッグバラエティ枠 |
| 34     | 11月20日 19:54 - 21:48 | 〜2016秋〜                                          | 日曜ビッグバラエティ枠 |
| 2017年 |                        |                                                     | |
| 35     | 01月04日 18:25 - 21:54 | 〜2017冬〜                                          | - |
| 36     | 04月09日 18:30 - 21:54 | 〜2017春〜                                          | 日曜ビッグバラエティ枠 |
| 37     | 08月27日 18:30 - 21:54 | 〜2017夏〜                                          | 日曜ビッグバラエティ枠 |
| 2018年 |                        |                                                     | |
| 38     | 01月03日 20:54 - 23:30 | 〜2018新春〜                                        | - |
| 39     | 03月29日 19:00 - 21:48 | 〜2018春〜                                          | - |
| 40     | 09月21日 18:55 - 20:50 | 〜2018酷暑の闘い〜                                  | - |
| 41     | 12月29日 17:55 - 22:30 | 〜平成最後の戦い〜                                  | - |
| 2019年 |                        |                                                     | |
| 42     | 04月03日 18:55 - 22:00 | 〜2019春〜                                          | - |
| 43     | 10月03日 18:25 - 19:53 | 〜2019秋〜【1部】                                   | 2部構成 |
| 43     | 10月03日 19:58 - 21:48 | 〜2019秋〜【2部】                                   | 2部構成 |
| 44     | 11月21日 18:25 - 20:54 | 〜2019晩秋〜                                        | - |
| 45     | 12月29日 18:30 - 21:54 | 〜2019冬〜                                          | - |
| 2020年 |                        |                                                     | |
| 傑作選 | 03月22日 18:30 - 19:54 | 〜悪い奴ら全員逮捕!衝撃の瞬間SP〜                   | - |
| 46     | 03月31日 18:55 - 21:54 | 〜2020年春〜!!                                      | 火曜エンタ枠 |
| 47     | 04月28日 18:55 - 20:54 | 〜2020年春 衝撃の瞬間連発〜                         | 火曜エンタ枠 |
| 48     | 06月04日 19:58 - 21:48 | ～2020初夏～                                        | - |
| 49     | 08月23日 18:30 - 21:54 | 〜2020夏〜                                          | 日曜ビッグバラエティ枠 |
| 50     | 09月29日 18:55 - 21:54 | 〜2020秋〜                                          | 火曜エンタ枠 |
| 51     | 12月27日 18:30 - 22:00 | 〜2020冬〜                                          | - |
| 2021年 |                        |                                                     | |
| 傑作選 | 02月26日 19:25 - 20:50 | 全国ご当地お巡りさんの事件簿SP                      | - |
| 52     | 04月06日 18:25 - 21:54 | 〜2021春〜                                          | 火曜エンタ枠 |
| 53     | 08月01日 18:30 - 21:54 | ～2021夏～ 新手の盗撮犯&時代錯誤の逃走犯を見逃すな! | 日曜ビッグバラエティ枠 |
| 54     | 08月21日 18:30 - 20:54 | ～2021真夏～                                        | - |
| 55     | 10月05日 18:30 - 21:54 | ～2021秋～                                          | 火曜エンタ枠 |
| 傑作選 | 10月31日 18:30 - 19:50 | 難事件…執念捜査SP                                   | - |
| 56     | 12月26日 18:30 - 21:00 | 〜2021冬〜                                          | 日曜ビッグバラエティ枠 |
| 2022年 |                        |                                                     | |
| 57     | 02月13日 18:30 - 19:58 | -                                                   | - |
| 58     | 03月22日 18:25 - 20:54 | 〜2022春〜                                          | 火曜エンタ枠 |
| 59     | 06月28日 18:25 - 21:54 | 詐欺・薬物・逃走・無免許運転…逮捕しまくりSP         | 火曜エンタ枠 |
| 60     | 08月27日 18:30 - 20:54 | 盗撮・ひき逃げ・公然わいせつ…夏の悪党を一斉逮捕     | 土曜スペシャル枠 |
| 61     | 12月29日 20:00 - 23:00 | 薬物・少年犯罪・窃盗・ヘリ追跡劇…年末緊急SP         | - |
| 2023年 |                        |                                                     | |
| 62     | 02月02日 18:25 - 20:54 | 薬物・発砲・窃盗…真冬のワルを一掃SP                 | - |
| 63     | 03月28日 18:25 - 20:54 | 薬物・凶器・詐欺…春のワル一掃大作戦SP               | 火曜エンタ枠 この放送内容を巡り、不適切な演出や不正確な表現があったとして、2024年5月に謝罪した（後述）。 |
| 64     | 05月23日 18:25 - 20:00 | 薬物・窃盗・流血事故…春の取り締まり大作戦           | 火曜エンタ枠 |
| 65     | 08月27日 18:55 - 21:54 | 真夏の大捕り物SP                                    | 日曜ビッグバラエティ枠 |
| 66     | 12月28日 20:00 - 22:00 | 薬物・流血・逃走劇…年末一斉取り締まりSP             | - |
| 2024年 |                        |                                                     | |
| 67     | 01月11日 18:25 - 21:48 | 薬物・暴行・逃走劇…年末年始の大捕り物SP             | - |
| 68     | 03月06日 18:25 - 21:00 | 薬物&カーチェイス!春の一斉取り締まりSP              | - |

## ネット局
| 放送対象地域   | 放送局                | 系列           | ネット状況           |
| -------------- | --------------------- | -------------- | -------------------- |
| 関東広域圏     | テレビ東京（TX）      | テレビ東京系列 | 【制作局】           |
| 北海道         | テレビ北海道（TVh）   | テレビ東京系列 | 同時ネット           |
| 愛知県         | テレビ愛知（TVA）     | テレビ東京系列 | 同時ネット           |
| 大阪府         | テレビ大阪（TVO）     | テレビ東京系列 | 同時ネット           |
| 岡山県・香川県 | テレビせとうち（TSC） | テレビ東京系列 | 同時ネット           |
| 福岡県         | TVQ九州放送（TVQ）    | テレビ東京系列 | 同時ネット           |
| 岐阜県         | 岐阜放送（GBS）       | 独立局         | 同時または遅れネット |
| 滋賀県         | びわ湖放送（BBC）     | 独立局         | 同時または遅れネット |
| 奈良県         | 奈良テレビ（TVN）     | 独立局         | 同時または遅れネット |
| 和歌山県       | テレビ和歌山（WTV）   | 独立局         | 同時または遅れネット |
| 鳥取県・島根県 | 日本海テレビ（NKT）   | 日本テレビ系列 | 遅れネット           |
| 宮城県         | 東日本放送（khb）     | テレビ朝日系列 | 遅れネット           |
| 福島県         | 福島放送（KFB）       | テレビ朝日系列 | 遅れネット           |
| 沖縄県         | 琉球朝日放送（QAB）   | テレビ朝日系列 | 遅れネット           |
| 静岡県         | テレビ静岡（SUT）     | フジテレビ系列 | 遅れネット           |
| 広島県         | テレビ新広島（tss）   | フジテレビ系列 | 遅れネット           |
| 熊本県         | テレビくまもと（TKU） | フジテレビ系列 | 遅れネット           |

## スタッフ
第67回
- 協力：警察庁／取材を取り上げた全国都道府県各警察
- 法律監修：山田基司（インテックス法律特許事務所[注釈 2]）
- 構成：長南武、竹田慎
- カメラ：小松直哉（第14・19 - 22回）、田村雄一（第22・38・66回）、小島隆志（第22・38・66回）、松島大恭、永澤英人（第18・66回）
- 編集：寺田直弘（第19 - 22回）、小波津崇王
- MA：降籏直人
- 音効：半澤知宏（第18・21・22・38・66回）・飯野大河（共にTSP）
- 技術協力：E・Force Studio、日本ブイ・ティ・アール、メディア・リース
- 協力：東日本高速道路
- タイトル：奥田真也
- イラスト：岡村賢二
- 番宣：飴󠄀谷由美（テレビ東京）
- デスク：林由里江（テレビ東京）
- AD：織田佑郁、天野瑛介
- ディレクター：笠巻隆、丹羽秀樹、江藤正行、市島竜也[注釈 3]、北田浩平（第18回）、浜英之
- 演出：木原庸克[注釈 4]、清水友也（第18・20 - 22・38回）（テレビジョンフィールド）[注釈 5]
- プロデューサー：藤枝彰（テレビ東京）、植原孝頼（テレビジョンフィールド）、岩佐義隆（テレビジョンフィールド、第43回からAP）
- チーフプロデューサー：高砂佳典（テレビ東京）
- 製作：テレビ東京、テレビジョンフィールド

過去のスタッフ
- チーフプロデューサー：加藤正敏（テレビ東京、第21回まで）、深谷守（テレビ東京、第22 - 42回）、岡田英吉（テレビ東京、第43 - 46回）、村上徹夫（テレビ東京、第47 - 回）
- プロデューサー：清水昇（テレビ東京、第46回まで）、小比類巻将範（テレビ東京）、山浦慎司（テレビジョンフィールド、第1回-第5回）
- 演出：黒田章博（テレビジョンフィールド）[注釈 6]
- ディレクター：井坂周二（第13・18・20・22回）[注釈 7]、丹羽秀樹（第3・16・19・38回）、手島掉心（第3回）、清藤せいじ（第3回）、黒原竜二（第3回）、飯島拓哉（第6回）、中村均（第6回）、東海林陽（第6回）、山浦慎司（第6、7回）、瀬良元信、川上克己・青木亮（第19回）、福田雅之（第20回）、宮本智仁（ - 第20・22回）、重川宇樹（第22回）、小野哲司（第21・22回）、村上健一（第18・21・22・38回）、五十嵐健太
- AD：八木央（第13回）、矢野亮太（第13回）、西村祥子、中野成美、土井一弘（第18回）、尾藤光（ - 第20回）、栗原圭祐、針谷真治、岩崎拓也、藤本拓実
- 構成：森田鉄雄、筒井七瀬（第3回）、佐藤公彦、長谷川勉
- 編成：三沢大助（テレビ東京、第14回まで）
- 番宣：渡辺聖子（テレビ東京、第3回）、石井真知子（テレビ東京、第6回）、青木洋介（テレビ東京、第13回）、野口かず美（テレビ東京）、澁谷牧代（テレビ東京）、根津礼美（テレビ東京）
- デスク：露木彩乃（テレビ東京）、永倉晴日（テレビ東京）
- カメラ：野中康弘（第3・16・19 - 21回）、谷内典行（第3回）、角田真一（第3回）、田上良一（第3回）、山崎誠（第3回）、狩元哲也（第3回）、福永遼太（第14回）、寺内浩二、柿坂健、、渡辺敦（第16回）、植木邦久（第16回）、富沢剛（第18 - 22・38回）、加藤昌義（第19・22回）、中津留顕、寺田元（第?・20回）、横垣哲也（第?・20回）、田中智博（第21回）、吉川英嗣（第22回）、川村昌範（第18・20 - 22・38回）、天坂恵一、古市温、黒田一志（第21・22・38回）
- 編集：ザ・チューブ（第3回）、駒井健一郎、神戸英夫（第16・19 - 22・38回）、宮崎章司（第18・38回）、清水茂（第19 - 22回）
- MA：ヴイ・ビジョンスタジオ（第3回）、河野賢一郎、瀬戸浩太、岡原正人（第20 - 22・38回）、高橋誠
- 音効：木村華子、上山宏之、佐々木良平、鈴木路子（第16回）、宮本陽一（第18回）・梅沢駿（第19回）、小関孝宏（第?回・20回）、田口恭平（第18・21回）・小林功樹（第21回）、有坂香・高橋幸輝（第22回）、大峡邦彦・山本達也・中島栄治（以上TSP）
- CG：パークグラフィックス[注釈 8]
- CG・イラスト：グレートインターナショナル
- 技術協力：ザ・カラーズ、ヴイ・ビジョンスタジオ、マイシャ、日本VTRスタジオ、TSP※第18回以降技術協力欄から外れる、アウンビジョン・FVC・ヴィユー・OHKエンタープライズ（第16回）

## 番外編

### 番外編について
2014年10月4日（土曜日）に激録・警察密着24時!!〜だから、この事件は起きている〜が放送された。内容は番組開始から10年、これまで10年間取材にまとめた映像の中から紹介する。

### スタジオ出演
司会
- 徳井義実（チュートリアル）

アシスタント
- 大橋未歩（テレビ東京アナウンサー）

ゲスト
- 船越英一郎
- 坂下千里子
- オリエンタルラジオ
  - 藤森慎吾
  - 中田敦彦
- 峯岸みなみ（AKB48）
- 倉科孝靖（警察監修・捜査アドバイザー）

## 不祥事発覚と番組打ち切り
2023年3月28日放送分において、『鬼滅の刃』の商品に関する不正競争防止法違反事件について取り上げた際、逮捕された4人の内、3人が後日不起訴になっていたことに言及しなかったことや強制捜査後も問題となっている商品が通信販売にて発売されていると伝えたが実際はこの事件とは無関係の第三者が販売していたこと、警察署内での会議の様子などを撮影したのが事後であったにも関わらず、その旨を明示していなかったことなどが判明したとして2024年5月28日に番組公式サイトにて謝罪するとともに、同日に放送した『ウオッチ!7』の番組内にて謝罪を行った。
テレビ東京は2024年5月30日の定例会見で2005年8月から18年半にわたって放送されていた当番組の打ち切りを発表し、今後同様の警察密着番組について製作しない意向を示した。同年6月3日、テレビ東京は番組のプロデューサーを出勤停止5日、当時の制作局長を減給とする処分を発表した。ほかに、同局社長の石川一郎が役員報酬を2カ月間30%、常務（制作担当）が役員報酬を2カ月間10%、それぞれ自主返上する。
放送倫理・番組向上機構（BPO）の放送人権委員会は逮捕の場面を放送された会社役員などがBPOに申し立てていたことを受けて、本番組を2024年6月18日付で審理入りしたことを翌19日に発表。同年7月12日にはBPOの放送倫理検証委員会でも、放送倫理違反の疑いがあるとして、審議入りしたことが同日発表された。2025年1月17日、放送倫理検証委員会は「放送倫理違反があった」とする意見書を公表した。
2024年6月27日、前述の不正競争防止法違反事件の摘発の際に警察署長の訓示のシーンが放映され、「摘発の日」とのテロップが表示されたが、この映像は実際には摘発前日に撮影されていたことが一部メディアの指摘で判明した。テレビ東京専務の長田隆はこの事について把握したのは放送後で「全体には共有されていなかった。担当者にはケアレスミスということを聞いている。やらせの意図もなかったと確認している」と述べた。また、この事件で逮捕された人物などにはモザイク処理が施されていたが、この事件は既に広く報道されていたため、本人が特定出来る状態であったため、テレビ東京は「配慮が不足していた」とのコメントも出した。
同年8月1日、テレビ東京はこの問題などを受けた対応として、放送番組やCMの内容に関するチェック体制を強化するため、「コンテンツ審査室」を新設したと発表した。
2025年3月18日、BPOの放送人権委員会は、取材される側への配慮を欠き過度に社会的制裁を加えるものになっているなどとして「放送倫理上問題がある」との見解を発表した。